# West Union, Minnesota
West Union är en ort i Todd County i Minnesota. Vid 2020 års folkräkning hade West Union 92 invånare.